# Taoiseach
El Taoiseach  o formalmente, An Taoiseach, es el jefe de Gobierno de la República de Irlanda, cargo equivalente al de primer ministro o presidente del Gobierno en otros países. El Taoiseach debe mantener la confianza de la Dáil Éireann durante su mandato. En la actualidad, Micheál Martin, del Fianna Fáil, ocupa el puesto de Taoiseach.

## Historia
En 1916 los rebeldes nacionalistas participantes en el Levantamiento de Pascua publicaron la Proclamación de la República. Mediante ésta declaración ellos declaraban el establecimiento de un estado independiente llamado la República Irlandesa y proclamaron que los líderes de la rebelión servirían como "Gobierno Provisional de la República Irlandesa" hasta que se volviera posible elegir un parlamento nacional. Sin embargo este estado no fue reconocido por el Reino Unido y estalló la guerra de Independencia irlandesa.
En este primer estado irlandés, la Constitución de 1919 preveía un gabinete compuesto por un jefe de Gobierno, conocido por Príomh Aire o "Presidente de Dáil Éireann" y otros cuatro ministros. La República Irlandesa modeló un sistema parlamentario de gobierno en el que el gabinete era nombrado por el Dáil Éireann, ante el cual era responsable.
El Tratado anglo-irlandés de 1922 puso fin a la guerra y permitió la creación del Estado Libre Irlandés, bajo la forma de dominio británico, no obstante este hecho provocó al división del partido nacionalista Sinn Féin y del IRA, y el estallido de la guerra civil irlandesa. De 1922 a 1923 la República irlandesa tuvo dos administraciones paralelas: la primera favorable al tratado, liderada por Michael Collins y otra antitratado dirigida por Liam Lynch y Éamon de Valera.
Tras la guerra se impuso el Estado Libre, que establecía la monarquía constitucional como forma de estado. La autoridad ejecutiva era ejercida por el rey del Reino Unido, y el ejercicio del poder por un gabinete llamado Consejo Ejecutivo, presidido por un primer ministro llamado presidente del Consejo Ejecutivo. El primer presidente fue William Thomas Cosgrave, elegido tras las elecciones generales de 1922.
El 29 de diciembre de 1937 se aprobó una nueva constitución (Bunreacht na hÉireann) que reemplazaba al Estado Libre Irlandés por un nuevo Estado llamado Éire, o en castellano Irlanda. A pesar de que las estructuras constitucionales de este nuevo Estado requerían en la jefatura del mismo un presidente de la República en lugar de un rey, aquel no fue todavía una república. El principal rol del jefe de Estado, representar simbólicamente al mismo ante los demás estados, permaneció siendo una atribución del rey como un organismo por ley de estatuto. El 1 de abril de 1949, el Acta de la República de Irlanda declaró a Éire como una república, con las funciones previamente otorgadas al rey delegadas en cambio al Presidente de Irlanda.
El jefe del gobierno pasó a denominarse Taoiseach que es designado por el presidente en la nominación de parlamento.

## Mandato
El Taoiseach ejercerá su mandato durante cinco años, sin límite de mandatos. El Presidente de la República designará al Taoiseach nombrado previamente por la Cámara de Representantes o Dáil Eireann (artículo 13, apartado 1). Según la Constitución irlandesa de 1937 el Taoiseach podrá presentar su dimisión al Presidente en cualquier momento (artículo 28), en este caso la dimisión del primer ministro implicará la renuncia de todos los miembros del gobierno, que se mantendrá en funciones hasta la designación del nuevo gobierno (artículo 28, apartado 11).

## Funciones
Las funciones del gobierno vienen definidas por el artículo 28 de la constitución. El Taoiseach al frente del gobierno ejercerá el poder ejecutivo del Estado, pero su función tiene algunas limitaciones con la imposibilidad de declarar la guerra o participar en alguna sin consentimiento del Dáil Eireann, salvo en caso de invasión de Irlanda en la que el gobierno podrá tomar medidas efectivas. El Taoiseach y su gobierno serán responsables ante la cámara baja (Dáil Eireann), y esta podrá forzar la dimisión del primer ministro en caso de perder la confianza de la cámara.
Entre sus funciones esta presentar los presupuestos del Estado, mantener informado al Presidente de la República, nombrar a sus ministros; de los cuales uno actuará como Tanaiste (Vicepresidente del Gobierno) siendo la tercera personalidad del Estado en importancia. Así mismo, el Taoiseach tendrá facultad para pedir la dimisión a cualquier miembro de su gabinete.
Respecto a la relación entre el Taoiseach y el presidente, este deberá nombrar al primer ministro, aceptará el nombramiento o dimisión de cualquier miembro del gobierno a propuesta del Taoiseach. Del mismo modo, el Taoiseach podrá solicitar la disolución del Dáil Eireann al Presidente, si bien este podrá negarse a ello según el artículo 12, debe dar su visto bueno a cualquier mensaje que el presidente pueda dirigir a la nación y autorizará la ausencia del Presidente de Irlanda con motivo de cualquier viaje oficial.

## Antiguos Taoisigh vivos
- Bertie Ahern (12 de septiembre de 1951, 74 años) ejerció de 1997 a 2008
- Brian Cowen (10 de enero de 1960, 65 años) ejerció de 2008 a 2011
- Enda Kenny (24 de abril de 1951, 74 años) ejerció de 2011 a 2017
- Leo Varadkar (18 de enero de 1979, 46 años) ejerció de 2017 a 2020 y de 2022 a 2024

## Lista deTaoisigh

### Estado Libre Irlandés (dominio británico) (1922-1937)
| Presidente del Consejo Ejecutivo | Presidente del Consejo Ejecutivo | Presidente del Consejo Ejecutivo    | Inicio                    | Fin                      | Partido                          | Elecciones     | Gobierno | Rey de Irlanda (periodo) |
| -------------------------------- | -------------------------------- | ----------------------------------- | ------------------------- | ------------------------ | -------------------------------- | -------------- | -------- | ------------------------ |
|                                  |                                  | William Thomas Cosgrave (1880-1965) | 6 de diciembre de 1922    | 19 de septiembre de 1923 | Sinn Féin (Pro-Tratado) (SF(PT)) | 1922           | SF(PT)   | Jorge V (1922-1936)      |
| 19 de septiembre de 1923         | 9 de marzo de 1932               | William Thomas Cosgrave (1880-1965) | Cumann na nGaedheal (CnG) | 1923 Jun.-1927 Sep.-1927 | CnG                              |                |          | Jorge V (1922-1936)      |
|                                  |                                  | Éamon de Valera (1882-1975)         | 9 de marzo de 1932        | 29 de diciembre de 1937  | Fianna Fáil (FF)                 | 1932 1933 1937 | FF       | Eduardo VIII (1936)      |
| Jorge VI (1936-1937)             |                                  | Éamon de Valera (1882-1975)         | 9 de marzo de 1932        | 29 de diciembre de 1937  | Fianna Fáil (FF)                 | 1932 1933 1937 | FF       |                          |

### Taoiseach (desde 1937)
| Primer ministro         | Primer ministro         | Primer ministro               | Inicio                  | Fin                     | Partido          | Elecciones     | Gobierno                          |
| ----------------------- | ----------------------- | ----------------------------- | ----------------------- | ----------------------- | ---------------- | -------------- | --------------------------------- |
|                         |                         | Éamon de Valera (1882-1975)   | 29 de diciembre de 1937 | 18 de febrero de 1948   | Fianna Fáil (FF) | 1938 1943 1944 | FF                                |
|                         |                         | John A. Costello (1891-1976)  | 18 de febrero de 1948   | 13 de junio de 1951     | Fine Gael (FG)   | 1948           | FG - Lab. - CnP - CnT - NL - Ind. |
|                         |                         | Éamon de Valera (1882-1975)   | 13 de junio de 1951     | 2 de junio de 1954      | Fianna Fáil      | 1951           | FF                                |
|                         |                         | John A. Costello (1891-1976)  | 2 de junio de 1954      | 20 de marzo de 1957     | Fine Gael        | 1954           | FG - Lab. - CnT                   |
|                         |                         | Éamon de Valera (1882-1975)   | 20 de marzo de 1957     | 23 de junio de 1959     | Fianna Fáil      | 1957           | FF                                |
|                         |                         | Sean Lemass (1899-1971)       | 23 de junio de 1959     | 10 de noviembre de 1966 | Fianna Fáil      | 1961 1965      | FF                                |
|                         |                         | Jack Lynch (1917-1999)        | 10 de noviembre de 1966 | 14 de marzo de 1973     | Fianna Fáil      | 1969           | FF                                |
|                         |                         | Liam Cosgrave (1920-2017)     | 14 de marzo de 1973     | 5 de julio de 1977      | Fine Gael        | 1973           | FG - Lab.                         |
|                         |                         | Jack Lynch (1917-1999)        | 5 de julio de 1977      | 11 de diciembre de 1979 | Fianna Fáil      | 1977           | FF                                |
|                         |                         | Charles Haughey (1925-2006)   | 11 de diciembre de 1979 | 30 de junio de 1981     | Fianna Fáil      | -              | FF                                |
|                         |                         | Garret FitzGerald (1926-2011) | 30 de junio de 1981     | 9 de marzo de 1982      | Fine Gael        | 1981           | FG - Lab.                         |
|                         |                         | Charles Haughey (1925-2006)   | 9 de marzo de 1982      | 14 de diciembre de 1982 | Fianna Fáil      | Feb.-1982      | FF                                |
|                         |                         | Garret FitzGerald (1926-2011) | 14 de diciembre de 1982 | 10 de marzo de 1987     | Fine Gael        | Nov.-1982      | FG - Lab.                         |
|                         |                         | Charles Haughey (1925-2006)   | 10 de marzo de 1987     | 13 de noviembre de 1990 | Fianna Fáil      | 1987           | FF                                |
| 13 de noviembre de 1990 | 11 de febrero de 1992   | Charles Haughey (1925-2006)   | 1989                    | FF - PD                 | Fianna Fáil      |                |                                   |
|                         |                         | Albert Reynolds (1932-2014)   | 11 de febrero de 1992   | 12 de enero de 1993     | Fianna Fáil      | -              | FF - PD                           |
| 12 de enero de 1993     | 15 de diciembre de 1994 | Albert Reynolds (1932-2014)   | 1992                    | FF - Lab.               | Fianna Fáil      |                |                                   |
|                         |                         | John Bruton (1947- 2024)      | 15 de diciembre de 1994 | 26 de junio de 1997     | Fine Gael        | -              | FG - Lab. - DL                    |
|                         |                         | Bertie Ahern (1951-)          | 26 de junio de 1997     | 14 de junio de 2007     | Fianna Fáil      | 1997 2002      | FF - PD                           |
| 14 de junio de 2007     | 7 de mayo de 2008       | Bertie Ahern (1951-)          | 2007                    | FF - Green - PD         | Fianna Fáil      |                |                                   |
|                         |                         | Brian Cowen (1960-)           | 7 de mayo de 2008       | 23 de noviembre de 2009 | Fianna Fáil      | -              | FF - Green - PD                   |
| 23 de noviembre de 2009 | 19 de enero de 2011     | Brian Cowen (1960-)           | FF - Green - Ind.       |                         | Fianna Fáil      | -              |                                   |
| 19 de enero de 2011     | 9 de marzo de 2011      | Brian Cowen (1960-)           | FF                      |                         | Fianna Fáil      | -              |                                   |
|                         |                         | Enda Kenny (1951- )           | 9 de marzo de 2011      | 6 de mayo de 2016       | Fine Gael        | 2011           | FG - Lab.                         |
| 6 de mayo de 2016       | 14 de junio de 2017     | Enda Kenny (1951- )           | 2016                    | FG - Ind.               | Fine Gael        |                |                                   |
|                         |                         | Leo Varadkar (1979- )         | 14 de junio de 2017     | 27 de junio de 2020     | Fine Gael        | -              | FG - Ind.                         |
|                         |                         | Micheál Martin (1960- )       | 27 de junio de 2020     | 17 de diciembre de 2022 | Fianna Fáil      | 2020           | FF - FG - Green                   |
|                         |                         | Leo Varadkar (1979- )         | 17 de diciembre de 2022 | 9 de abril de 2024      | Fine Gael        | -              | FF - FG - Green                   |
|                         |                         | Simon Harris (1986- )         | 9 de abril de 2024      | 23 de enero de 2025     | Fine Gael        | -              | FF - FG - Green                   |
|                         |                         | Micheál Martin (1960- )       | 23 de enero de 2025     |                         | Fianna Fáil      | 2024           | FF - FG - Ind                     |